# Drugi rząd Andreja Babiša
Drugi rząd Andreja Babiša – rząd Republiki Czeskiej pod kierownictwem Andreja Babiša, powołany i zaprzysiężony przez prezydenta Miloša Zemana 27 czerwca 2018. Zastąpił pierwszy rząd tego samego premiera. Funkcjonował do 17 grudnia 2021.
W wyborach parlamentarnych w 2017 do parlamentu dostało się dziewięć ugrupowań. Zwycięstwo w nich odniosła współrządząca z socjaldemokratami i ludowcami centrowa partia ANO 2011, która wprowadziła 78 posłów do 200-osobowej Izby Poselskiej. Wobec niemożności zawiązania koalicji Andrej Babiš, lider zwycięskiej formacji, zapowiedział utworzenie gabinetu mniejszościowego, który rozpoczął urzędowanie 13 grudnia 2017. 16 stycznia 2018 Izba Poselska odmówiła udzielenia rządowi wotum zaufania.
Formalnie dymisja Andreja Babiša z funkcji premiera została przyjęta przez prezydenta 24 stycznia, w tym samym dniu został on powtórnie desygnowany na premiera. 6 czerwca Miloš Zeman ponownie mianował lidera ANO 2011 na premiera. Po kilkumiesięcznych negocjacjach partia Andreja Babiša zawiązała koalicję z Czeską Partią Socjaldemokratyczną, a poparcie dla niej w parlamencie zadeklarowała Komunistyczna Partia Czech i Moraw.
27 czerwca 2018 prezydent dokonał zaprzysiężenia członków nowego gabinetu. Nie znalazł się w tym gronie Miroslav Poche, proponowany przez ČSSD kandydat na ministra spraw zagranicznych, którego nominację zablokował Miloš Zeman (stanowisko to obsadzono dopiero 16 października 2018). 12 lipca 2018 dzięki głosom koalicjantów i komunistów gabinet uzyskał wotum zaufania w Izbie Poselskiej.
13 kwietnia 2021 swoje poparcie dla rządu wycofała Komunistyczna Partia Czech i Moraw. 17 grudnia 2021, ponad dwa miesiące po wyborach parlamentarnych, został zastąpiony przez gabinet Petra Fiali.

## Skład rządu
| Stanowisko                                                 | Minister          | Z rekomendacji | Okres urzędowania                           |
| ---------------------------------------------------------- | ----------------- | -------------- | ------------------------------------------- |
| Premier                                                    | Andrej Babiš      | ANO 2011       | od 27 czerwca 2018 do 17 grudnia 2021       |
| Pierwszy wicepremier                                       | Jan Hamáček       | ČSSD           | od 27 czerwca 2018 do 17 grudnia 2021       |
| Wicepremier                                                | Richard Brabec    | ANO 2011       | od 27 czerwca 2018 do 30 kwietnia 2019      |
| Wicepremier                                                | Karel Havlíček    | ANO 2011       | od 30 kwietnia 2019 do 17 grudnia 2021      |
| Wicepremier                                                | Alena Schillerová | ANO 2011       | od 30 kwietnia 2019 do 17 grudnia 2021      |
| Minister spraw wewnętrznych                                | Jan Hamáček       | ČSSD           | od 27 czerwca 2018 do 17 grudnia 2021       |
| Minister środowiska                                        | Richard Brabec    | ANO 2011       | od 27 czerwca 2018 do 17 grudnia 2021       |
| Minister finansów                                          | Alena Schillerová | ANO 2011       | od 27 czerwca 2018 do 17 grudnia 2021       |
| Minister przemysłu i handlu                                | Marta Nováková    | ANO 2011       | od 27 czerwca 2018 do 30 kwietnia 2019      |
| Minister przemysłu i handlu                                | Karel Havlíček    | ANO 2011       | od 30 kwietnia 2019 do 17 grudnia 2021      |
| Minister spraw zagranicznych                               | Tomáš Petříček    | ČSSD           | od 16 października 2018 do 12 kwietnia 2021 |
| Minister spraw zagranicznych                               | Jakub Kulhánek    | ČSSD           | od 21 kwietnia 2021 do 17 grudnia 2021      |
| Minister obrony                                            | Lubomír Metnar    | ANO 2011       | od 27 czerwca 2018 do 17 grudnia 2021       |
| Minister sprawiedliwości Przewodniczący Rady Legislacyjnej | Taťána Malá       | ANO 2011       | od 27 czerwca 2018 do 10 lipca 2018         |
| Minister sprawiedliwości Przewodniczący Rady Legislacyjnej | Jan Kněžínek      | ANO 2011       | od 10 lipca 2018 do 30 kwietnia 2019        |
| Minister sprawiedliwości Przewodniczący Rady Legislacyjnej | Marie Benešová    | ANO 2011       | od 30 kwietnia 2019 do 17 grudnia 2021      |
| Minister pracy i spraw socjalnych                          | Petr Krčál        | ČSSD           | od 27 czerwca 2018 do 18 lipca 2018         |
| Minister pracy i spraw socjalnych                          | Jana Maláčová     | ČSSD           | od 30 lipca 2018 do 17 grudnia 2021         |
| Minister transportu                                        | Dan Ťok           | ANO 2011       | od 27 czerwca 2018 do 30 kwietnia 2019      |
| Minister transportu                                        | Vladimír Kremlík  | ANO 2011       | od 30 kwietnia 2019 do 23 stycznia 2020     |
| Minister transportu                                        | Karel Havlíček    | ANO 2011       | od 24 stycznia 2020 do 17 grudnia 2021      |
| Minister rolnictwa                                         | Miroslav Toman    | ČSSD           | od 27 czerwca 2018 do 17 grudnia 2021       |
| Minister zdrowia                                           | Adam Vojtěch      | ANO 2011       | od 27 czerwca 2018 do 21 września 2020      |
| Minister zdrowia                                           | Roman Prymula     | ANO 2011       | od 21 września 2020 do 29 października 2020 |
| Minister zdrowia                                           | Jan Blatný        | ANO 2011       | od 29 października 2020 do 7 kwietnia 2021  |
| Minister zdrowia                                           | Petr Arenberger   | ANO 2011       | od 7 kwietnia 2021 do 26 maja 2021          |
| Minister zdrowia                                           | Adam Vojtěch      | ANO 2011       | od 26 maja 2021 do 17 grudnia 2021          |
| Minister szkolnictwa, młodzieży i sportu                   | Robert Plaga      | ANO 2011       | od 27 czerwca 2018 do 17 grudnia 2021       |
| Minister rozwoju regionalnego                              | Klára Dostálová   | ANO 2011       | od 27 czerwca 2018 do 17 grudnia 2021       |
| Minister kultury                                           | Antonín Staněk    | ČSSD           | od 27 czerwca 2018 do 31 lipca 2019         |
| Minister kultury                                           | Lubomír Zaorálek  | ČSSD           | od 27 sierpnia 2019 do 17 grudnia 2021      |